# 亓仲文
亓仲文（1908年12月20日—1996年9月5日），原名亓宗书，曾用名刘仕民，山东莱芜人，1938年加入中国共产党，历任中共章丘县委书记、青岛市劳动局长、山东省劳动厅副厅长等职。

## 生平
1908年12月20日，亓仲文出生在山东省莱芜县西沟村（今济南市钢城区颜庄镇西沟村）的一个殷实之家，共有兄弟五人，排行老二。1918年，亓仲文入西沟村本村小学读书。1925年，考入莱芜县中学，受国民革命军北伐的影响，曾参加“五卅惨案”宣传。1928年，考入曲阜师范学校，开始接触革命思想。1932年从师范学校毕业后，亓仲文先后在邹县、曲阜和莱芜任小学教师。
1937年11月，侵华日军占领莱芜，亓仲文所在的莱芜六区高小被迫停办，亓仲文组织爱国青年开展斗争活动，与人搜集枪枝建立起一支40多人的抗日武装。1938年1月1日，中共山东省委在泰安城东南徂徕山举行的徂徕山起义。亓仲文所在抗日武装与八路军第四支队取得联系，并在莱芜汶南村完成合编。1938年2月，亓仲文正式参加八路军，被编入第四支队七中队。因当地抗日形势恶化，第四支队转移外围作战，亓仲文留在莱芜县任青救团团长，并参与组织成立区抗日动员委员会。1938年8月，由刘莱夫、陈明达介绍加入中国共产党，任区抗日动员委员会主任。
1939年1月，亓仲文被调到中共莱芜县委，任组织部长；1939年9月，任中共山东分局第一区党委一地委（泰山特委）组织科长。1939年10月，亓仲文率教导大队到章丘开展抗日工作，开辟章丘抗日根据地，11月，中共章丘县委经泰山特委批准建立，亓仲文任书记兼章莱县大队政治委员。1940年2月，亓仲文率抗日军民阻击企图打通章（丘）莱（芜）公路的日伪部队，巩固和扩大了抗日根据地。1940年12月，调中共华东党校学习，1941年5月党校学习结束，同年6月，调任中共滨海地委组织部任组织科科长，兼地委机关总支书记。1941年12月，调中共鲁中区党校学习，1942年8月党校结业，同年9月调任中共莒中县委书记。1945年7月，改任中共莒县县委书记，12月调任中共竹庭县委书记。1947年12月，调中共华东局党校学习。1948年3月党校结业后，被分配到中共山东分局任农委土地科长兼土改工作团团长。
1949年青岛解放后，亓仲文任青岛市自来水厂工会代表，后任青岛市工会主席。1950年5月{{一说10月}}改任青岛市劳动局局长。1953年10月调任山东省劳动厅副厅长、党组副书记。文化大革命期间，亓仲文曾任街道委员会指导员。1978年，恢复省劳动局副局长、党组成员职务，兼任山东省技工师范学校党委书记。1983年12月离职休养。1996年9月5日病逝于济南，享年88岁。

## 备注
1. ↑  一说出生于1909年[2]
2. ↑  一说8月[4]